# إلين فروثينغهام
إلين فروثينغهام (بالإنجليزية: Ellen Frothingham)‏ هي مترجمة أمريكية، ولدت في 25 مارس 1835، وتوفيت في 1902.